# Trithemis
A Trithemis a szitakötők (Odonata) rendjében a laposhasú acsafélék (Libelluloidea) öregcsaládjába sorolt laposhasú acsák (Libellulidae) család Trithemistinae alcsaládjának névadó neme mintegy 40 fajjal.